# 阿尔达河谷卢加尼亚诺
阿尔达河谷卢加尼亚诺，是意大利皮亚琴察省的一个市镇。总面积54平方公里，人口4310人，人口密度79.8人/平方公里（2009年）。ISTAT代码为033026。